# Cratere Manzolini
Manzolini  è un cratere sulla superficie di Venere. Deve il proprio nome ad Anna Morandi Manzolini, anatomista italiana del XVIII secolo.